# Капеззали, Жан-Луи
Жан-Луи Капеззали́ (фр. Jean-Louis Capezzali; род. 1959, Сент-Этьен) — французский гобоист, педагог.

## Биография
С девяти лет занимался на фортепиано, в 14 лет перешёл на гобой под впечатлением от концертов Антонио Вивальди в исполнении Пьера Пьерло. Учился в парижской Schola Cantorum и Версальской консерватории. Был удостоен второй премии на фестивале «Пражская весна» (1986) и на Международном конкурсе исполнителей в Женеве (1982).
С 1979 г. первый гобой Оркестра Ламурё, с 1984 г. — Филармонического оркестра Радио Франции. В 1988—1998 гг. преподавал в Парижской консерватории (первоначально как ассистент Мориса Бурга), с 1998 г. - профессор Лионской консерватории, с 2008 г. - профессор Высшей школы музыки в Лозанне. С 1992 г. также испытывает новые инструменты, производимые известной фирмой Buffet-Crampon.
Среди записей Капеззали — концерт Вольфганга Амадея Моцарта (с Национальным оркестром Аквитании), сочинения Иоганна Петера Пиксиса, Иоганна Венцеля Калливоды, Роберта Шумана, Шарля Кеклена, Жоржа Орика, Жана Франсе, Дьёрдя Куртага, Дьёрдя Лигети и др.